# Henri Alexis Brialmont
Henri Alexis Brialmont (Venlo, 25 de maio de 1821 — Bruxelas, 21 de junho de 1903) foi um general belga, escritor militar e um dos mais notáveis engenheiros de fortificações do século XIX.

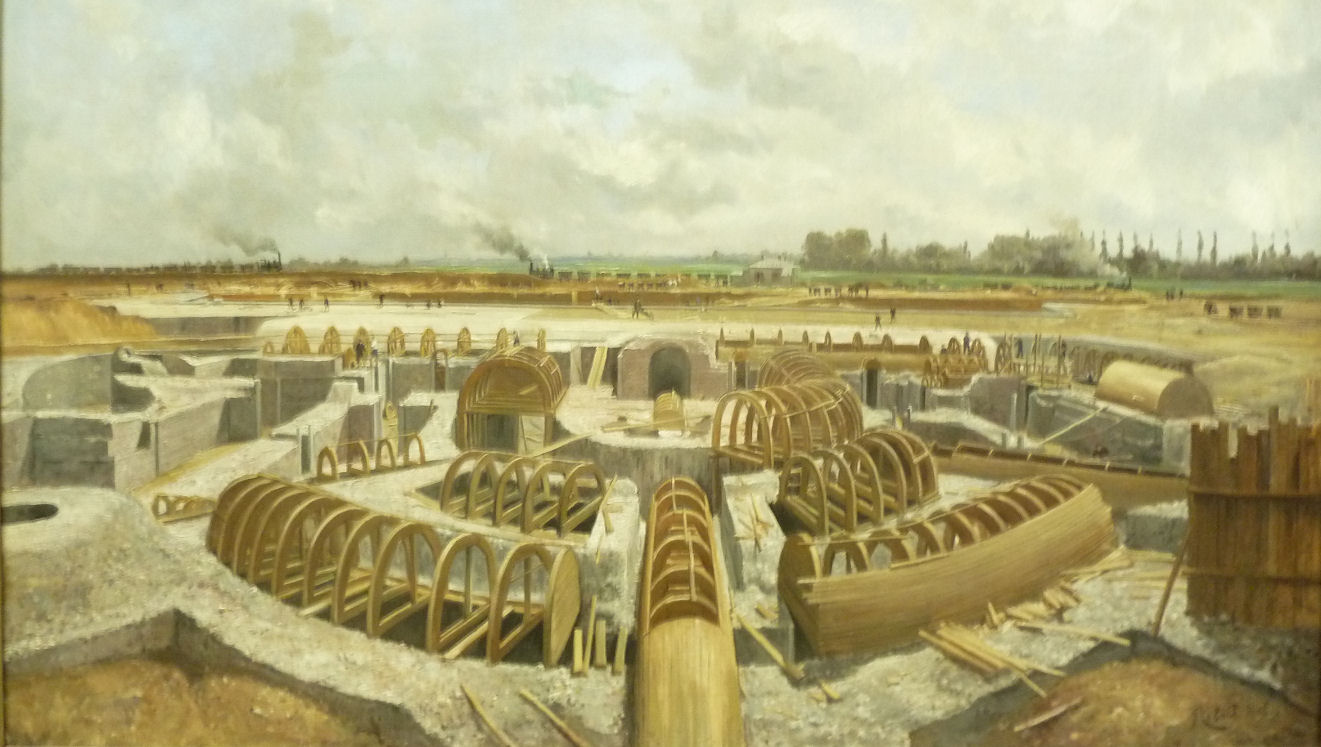
Pintura retratando um forte belga do período em construção

Brialmont se qualificou como oficial dos engenheiros do exército belga em 1843 e rapidamente subiu na hierarquia. Ele serviu como oficial de estado-maior e mais tarde recebeu o comando do distrito do porto-chave de Antuérpia. Ele terminou sua carreira como Inspetor-Geral do Exército. Brialmont também foi um panfletário ativo e ativista político e fez lobby em sua carreira para a reforma e expansão das forças armadas belgas e também esteve envolvido na fundação do Estado Livre do Congo.
Hoje, Brialmont é mais conhecido pelas fortificações que projetou na Bélgica e na Romênia e influenciaria outra na República Democrática do Congo. As fortificações que ele projetou na Bélgica no final da década de 1880 em torno das cidades de Liège, Namur e Antuérpia desempenhariam um papel importante durante os primeiros estágios da invasão alemã da Bélgica durante a Primeira Guerra Mundial.

## Publicações
A lista das obras publicadas por Brialmont, a seguir apresentada, atesta o ardor e a consistência com que ele - mais sem dúvida que qualquer outro soldado belga - defendeu as suas ideias, em livros, panfletos e artigos. Ele também escreveu obras históricas, em particular biografias dedicadas a grandes soldados. Todas as suas publicações foram publicadas em Bruxelas.
- Œuvres militaires de Simon Stevin, 1846.
- Notice sur la conservation des poudres de guerre, in: Annales des Travaux publics de Belgique, 1849.
- Éloge de la guerre ou réfutation des doctrines des Amis de la paix, 1850.
- Histoire critique des négociations relatives au Traité du 11 décembre 1831, prescrivant la démolition des forteresses, in: Le Spectateur militaire, 1850.
- De l'armée et de la situation financière, 1850.
- De la guerre, de l'armée et de la garde civique, 1850.
- Faut-il fortifier Bruxelles? Réfutation de quelques idées sur la défense des États, par un officier du génie, 1850.
- Réponse d'un officier du génie à M. Vande Velde, pour faire suite à l'ouvrage intitulé : « Faut-il fortifier Bruxelles?, 1850.
- Précis d'art militaire (publications de l'Encyclopédie militaire), 4 volumes, 1851.
- Considérations politiques et militaires sur la Belgique, 3 volumes, 1851-1852.
- Utilité de la marine militaire, 1853.
- Projet de réorganisation de la marine militaire belge, par un ancien officier du génie, 1855.
- Réflexions sur la marine militaire belge (1830-1835), 1855.
- Défense du projet d'agrandissement général d'Anvers, présenté par MM. Keller et consorts, 1855.
- Histoire du duc de Wellington, 3 volumes, 1856-1857.
- Résumé d'études sur les principes généraux de la fortification des grands pivots stratégiques. Application à la place d'Anvers, 1856.
- Défense de l'Escaut, 1856.
- De la fortification des grands pivots stratégiques. Réponse au colonel Augoyat, 1857.
- Agrandissement général d'Anvers. Réfutation des critiques dont le projet de grande enceinte a été l'objet, 1858.
- Réponse à une note de M. Eenens. De l'emploi de l'artillerie aux travaux de défrichement (Académie royale de Belgique, t. XVI), 1859.
- La vérité sur la question d'Anvers par le général Bonsens, 1859.
- Manifestation du peuple belge en 1860.
- Système de défense de l'Angleterre. Observation critique sur la commission d'enquête nommée en 1859, 1860 (*).
- Complément de l'œuvre de 1830. Établissements à créer dans les pays transatlantiques, 1860.
- Réorganisation de la marine nationale en Belgique, 1860.
- Question des canons. Réponse A M. Féréol-Fourcault, par le capitaine Gargousse, 1861.
- Le système cellulaire et la colonisation pénale. Réponse à M. E. Ducpétiaux, in: Revue britannique, 1861.
- Marine militaire. Nouvelles considérations sur l'utilité d'une marine militaire, 1861.
- Étude sur la défense des États et sur la fortification, 3 volumes, 1863.
- Les nouvelles fortifications d'Anvers. Réponse aux critiques de Mangonneau, ancien ingénieur, 1863 (*).
- La guerre du Schleswig, envisagée au point de vue belge, 1864.
- Le corps belge au Mexique. Considérations en faveur de l'organisation de ce corps, par un officier d'état-major, 1864.
- Réflexions d'un soldat sur les dangers qui menacent la Belgique. Réponse à M. Dechamps, ministre d'État, 1865.
- Réponse au pamphlet: « Anvers et M. Brialmont, avec plan de la position d'Anvers », 1865.
- La Belgique doit armer, 1866.
- Réorganisation du système militaire de la Belgique, par un officier supérieur, 1866.
- Considérations sur la réorganisation de l'armée. Justification du quadrilatère. Le volontarisme jugé au point de vue belge, etc., 1866.
- Étude sur l'organisation des armées, et particulièrement de l'armée belge, 1867.
- Utilité de la citadelle du Nord, 1868.
- Traité de fortification polygonale, 2 volumes, 1869.
- La fortification polygonale et les nouvelles fortifications d'Anvers. Réponse aux critiques de MM. Prévost et Cosseron de Villenoisy, 1869.
- La fortification polygonale jugée par le général Tripier, in: Revue militaire française, 1870.
- Observations critiques sur l'enseignement de la fortification à l'École militaire de Bruxelles, 1870.
- Le service obligatoire en Belgique, par un colonel de l'armée, 1871.
- Réponse aux adversaires du service obligatoire, par un colonel de l'armée, 1871.
- La vérité sur la situation militaire de la Belgique en 1871.
- Ce que vaut la garde civique. Étude sur la situation militaire du pays, 1871.
- Projet de réorganisation de l'infanterie belge. Conférence donnée à MM. les officiers du corps d'état-major le 6 février Ì871.
- Le service obligatoire. Réponse à MM. Frère-Orban et Hymans, 1872.
- L'armée, la presse et les partis en Belgique. Lettre adressée à la « Belgique militaire », 2e édition, revue et corrigée, 1872.
- La fortification à fossés secs, 2 volumes, 1872.
- La fortification improvisée, 2e édition, revue et augmentée, 1872.
- Étude sur la fortification des capitales et l'investissement des camps retranchés, 1873.
- Le service obligatoire et le remplacement; erreurs, mensonges et vérités. Bases d'un projet de loi sur la milice, 1873.
- Les adversaires du service obligatoire mis au pied du mur, 1873.
- Imprévoyance et impérities, in: La Belgique militaire, 1873.
- Le remplacement par l'État, dernière planche de salut des adversaires du service obligatoire, 1873.
- Situation politique et militaire des petits États et particulièrement de la Belgique, 1874.
- La vérité sur le remplacement militaire et le service personnel, 1874.
- L'Angleterre et les petits États à la Conférence de Bruxelles, par le général T., 1875.
- Causes et effets de l'accroissement successif des armées permanentes, 1876.
- La défense des États et les camps retranchés, 1876.
- Symptôme de décadence à propos de la question de la défense nationale, 1876.
- La fortification du champ de bataille, 1878.
- Manuel des fortifications de campagne, 1879.
- Étude sur la formation de combat de l'infanterie, l'attaque et la défense des positions et des retranchements, 1880.
- La tactique de combat des trois armes, 2 volumes, 1881.
- La situation militaire de la Belgique, 1882.
- Le général comte de Todleben. Sa vie et ses travaux, 1884.
- Le général de Blois. Sa vie et ses ouvrages, 1885.
- La fortification du temps présent, 2 volumes, 1885.
- Les fortifications de la Meuse, 1887.
- M. Frère et les travaux de la Meuse, 1887.
- Les fortifications de la Meuse. Réponse au colonel Crousse, 1887.
- Réponse aux objections de M. le général Chazal, contre les fortifications de la Meuse, 1887.
- L'influence du tir plongeant et des obus torpilles sur la fortification, 1890.
- Situation actuelle de la fortification. Idées et tendances de la nouvelle école, 1890.
- La fortification de l'avenir, d'après les auteurs anglais, 1890.
- Notice sur le général Liagre, in: Annuaire de l'Académie, 1892.
- Étude sur l'infanterie légère, l'organisation et l'emploi des troupes du génie, 1893.
- Ce que Bazaine a fait à Metz, in: Revue internationale de Dresde, 1893.
- Notice sur Henri Maus, in: Annuaire de l'Académie, 1895.
- La défense des États et la fortification de la fin du xixe siècle, 1895.
- La défense des côtes et les têtes de pont permanentes, 1896.
- Progrès de la défense des États et de la fortification depuis Vauban, 1898.
- Affaiblissement de la place d'Anvers, projet du Gouvernement, 1900.
- Notice sur Emile Banning, in: Annuaire de l'Académie, 1901.
- Agrandissement d'Anvers. Critique des résolutions de la sous-commission militaire, 1901.
- Anvers et Termonde. Critique des résolutions de la commission mixte, 1901.
- Organisation et composition des troupes du génie et de l'état-major de cette arme, 1901.

## Projeto da fortaleza
Projetos clássicos de fortaleza de Brialmont
- Desenho triangular
- Desenho trapézio
- Corte transversal